# Hampton & Richmond Borough FC
Hampton & Richmond Borough Football Club är en engelsk fotbollsklubb från Hampton, London Borough of Richmond upon Thames i England. Den bildades 1921 som Hampton FC och hemmamatcherna spelas på Beveree Stadium i Impington. Smeknamnet är The Beavers eller Hampton.

## Historia

### Rekord & tidiga år
Klubbens största vinst är den med 11–1 över Eastbourne United i Isthmian Leagues division two South 1990-91. Största förlusten kom mot Hounslow Town 1962-63 i Middlesex Senior Cup då man förlorade med 13–0.
De första åren i klubbens historia spelade man i Kingston & District och South West Middlesex Leagues. Man lyckades vinna Kingston & District League två gånger men inte South West Middlesex League under sina 26 år i ligan.

### 1959 till 1973
1959 gick man med i Surrey Senior League fast man var baserade i Middlesex. 1964 vann man ligan och avancerade upp till Spartan League, där kom man att vinna titeln tre år i rad och fyra gånger totalt (1965,1966,1967 och 1970, 1968 kom man tvåa) under de sju år som man spelade där. Man kom aldrig sämre än fyra under sin tid i ligan.
1971 valdes man in i Athenian Leagues Second Division där man spelade bara två säsonger innan man valdes in i Isthmian Leagues nybildade Division One.

### Isthmian League och framgångar
Hampton spelade i Isthmian Leagues Division One fram till början av 1990-talet utan att utmärka sig på något sätt. Då råkade de ut för två degraderingar på två år och fanns sig plötsligt spelandes i Isthmian Leagues Division Three. Sejouren där blev dock bara ettårig fastän de kom fyra och missade de automatiska uppflyttningsplatserna, man flyttades upp ändå för att fylla en vakans i Division Two och så började färden uppåt igen. 1995-96 och 1997-98 flyttades man upp från Division Two och Division One så säsongen 1998-99 var man uppe i Premier Division, där skulle man spela fram till 2002-03 då man kom sist och degraderades till Division One South. 
Sommaren 2003 skrev man kontrakt med en erfaren manager Alan Devonshire som fick i uppdrag att se till att man kom tillbaka till Isthmian Leagues Premier Division, detta lyckades man med genom att vinna säsongens sista mot Leatherhead med 3–0. De kommande tre säsongerna tillbringades i toppen av Premier Division och säsongen 2006-07 vann man Liga titeln och flyttades upp till Conference South. Första säsongen i Conference South slutade på en hedrande tredje plats.

## Smeknamn
För några år sedan röstade ett populärt fotbollsmagasin fram Hamptons smeknamn som det värsta i fotbollen. Det ärr en viss debatt om dess ursprung. Arenan är kallas Beveree och den ligger nära Beaver Close, vilket kan antyda varifrån namnet kommer ifrån. Dessutom ligger arenan bara ca 200 yards från Themsen, précis som Craven Cottage. Efter att klubben bytt namn från Hampton till Hampton & Richmond Borough så har man ibland hört 'come on the Borough' men fansen föredrar ändå 'Beavers', vilket märks då klubbens ungdomsgrupp kallar sig 'Hampton Beavers' och supportrarna ibland kallas 'Beaver Patrol'.

## Meriter
- Isthmian League Premier Division: 2007
- Spartan League: 1965, 1966, 1967, 1970
- Surrey Senior League: 1964
- Kingston & District:. 2 ggr 1930-talet